# Прад, Жан-Мартен де
Жан-Марте́н де Прад (ок.1720—1782) — французский аббат, деятель французского Просвещения, сотрудник «Энциклопедии» (1751). Его защита докторской диссертации в Сорбонне (1751) вызвала большие волнения, как содержащая противные догматам религии тезисы, и стала причиной его ссылки.

## Биография и деятельность
Его статья «Достоверность» («Certitude»), помещённая во 2-м томе (1751) «Энциклопедии», имела громадный успех — с одной стороны, а с другой положила начало открытым выступлениям парижского парламента (суда) и иезуитов против «Энциклопедии» и её авторов.
При защите им докторской диссертации 18 ноября 1751 года оказалось, что его богословские убеждения совершенно совпадают с теми, которые он проповедовал в энциклопедии. Произошёл необыкновенный в истории Сорбонны скандал. Факультет вначале одобрил работу, но позже высказал порицание всем мнениям де Прада, осудив его апологию сенсуализма, естественной морали и пр. Аббата лишили учёной степени, диссертацию подвергли публичному сожжению; её автор был вынужден бежать из Франции в Голландию.
В Голландии сразу же была напечатана его «Апология» (1752), с предисловием Дидро. Благодаря Вольтеру он получил место чтеца при дворе прусского короля Фридриха II в Берлине (1752). Был принят в Прусскую академию наук. Издал «Abregé de l’Histoire ecclésiastique» (1767), с предисловием, написанным Фридрихом II. Заподозренный последним в сношениях с его врагами во время Семилетней войны (1756—1763), был помещён в крепость.
Позже написал атеистические принципы, был католическим епископом в Бреславле и проповедником в Глогау.